# Bivouac de la Brenva
Le bivouac de la Brenva est un refuge-bivouac non gardé du versant italien du massif du Mont-Blanc.

## Situation
Il est situé au val Vény, sur la commune de Courmayeur, à 3 060 mètres ou 3 140 mètres d'altitude, à mi-hauteur du grand rognon rocheux qui partage en deux le glacier de la Brenva.

## Accès
Il s'atteint à pied en 6 h 30 depuis Entrèves.

## Description
Il s'agit d'un demi-cylindre de tôle galvanisée ancré au rocher, de 1,25 m de haut, 2,25 m de large et 2 m de long, comportant 4 places, installé en 1929.